# Cheval de cutting canadien
Le cheval de cutting canadien  (anglais : Canadian Cutting Horse) est un type de chevaux de selle originaire du Canada, sélectionné pour le travail du bétail par la Canadian Cutting Horse Association. Ces chevaux descendent peut-être de montures importées depuis l'arrivée des premiers colons. Élaboré dans la lignée du Quarter Horse et fortement influencé par ce dernier, le cheval de cutting canadien est le résultat de cet élevage spécialisé. Il est exceptionnellement puissant, rapide et agile, adapté au travail du bétail comme à tout type de pratique d'équitation western. Si ce cheval est reconnu en tant que type, il ne l'est pas toujours en tant que race séparée, une grande partie des effectifs de la Canadian Cutting Horse Association étant composés de chevaux de race Quarter Horse.

## Histoire

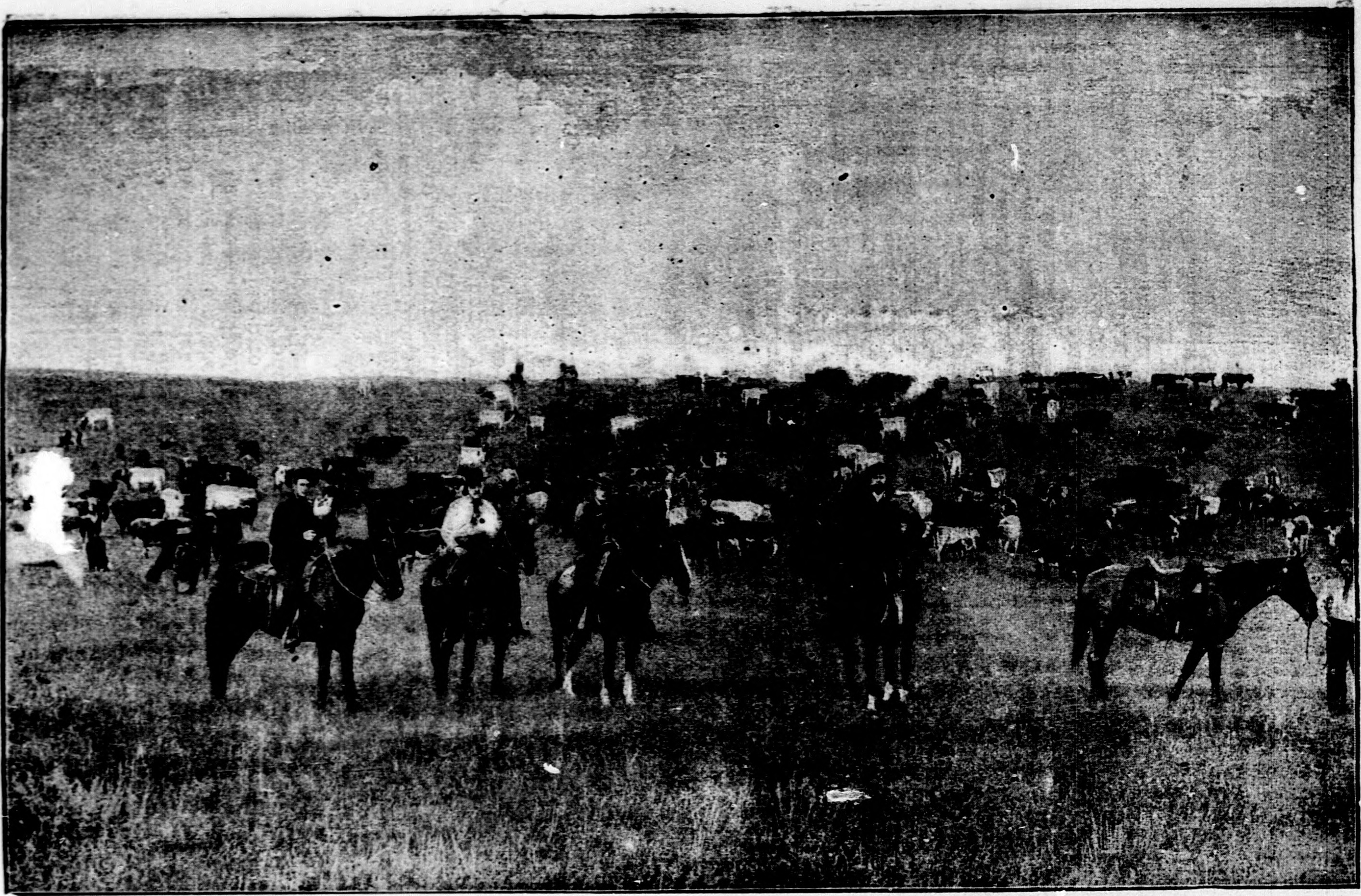
Cow-boys dans l'Ouest du Canada

Il descend de diverses races européennes, espagnoles notamment, et du Quarter Horse,. L'association qui promeut ces chevaux, la Canadian Cutting Horse Association, est à la fois très active et très populaire au Canada. En plus de l'influence majeure du Quarter Horse, le cheval de cutting canadien a reçu des influences de l'Appaloosa, du Paint Horse, et du Pur-sang.

## Description
D'après Hendricks, ces chevaux toisent en moyenne de 1,55 m à 1,65 m. Le modèle est celui du cheval de selle léger. D'après Hendricks (université d’Oklahoma), il ne s'agit pas vraiment d'une race, mais d'un type de chevaux destinés à une tâche spécifique. La conformation est celle du Quarter Horse, le guide Delachaux précisant toutefois qu'il peut être plus grand, long et léger que cette dernière race. Il est caractérisé par une petite tête, rattachée à une encolure puissante. Le profil de tête est légèrement convexe. L'encolure est droite, les épaules sont puissantes et inclinées, le poitrail est large. La croupe est puissante et avalée. Les membres, plutôt courts, sont terminés par de petits pieds.
Toutes les couleurs de robe présentes chez le Quarter Horse sont possibles.

## Utilisations
La race a été sélectionnée prioritairement pour le travail du bétail et dispose du sens du bétail, mais elle est performante dans toutes les disciplines d'équitation western. Le cutting est l'activité consistant à séparer des bovins d'un troupeau, par exemple, pour le marquage. Ces chevaux sont également utilisés pour des courses sur courte distance.
Le cheval de cutting canadien peut aussi être monté, ou attelé en équitation de loisir. 

## Diffusion de l'élevage
Le cheval de cutting canadien est considéré comme commun. La race ne figure pas dans la base de données DAD-IS. 